# Couso (Puebla del Brollón)
Couso es una aldea española situada en la parroquia de Parada dos Montes, del municipio de Puebla del Brollón, en la provincia de Lugo, Galicia.

## Geografía
Está situada a 780 metros de altitud. 

## Demografía
| Gráfica de evolución demográfica de Couso entre 2000 y 2020 |
|                                                             |
| Datos según el nomenclátor publicado por el INE.            |

## Patrimonio
- Molino de Couso.